# Monniksparkiet
De monniksparkiet, muisparkiet of torresparkiet (Myiopsitta monachus) is een parkiet uit Argentinië en het zuidelijke deel van Brazilië in Zuid-Amerika. Als exoot doen deze vogels het goed in Europa en Noord-Amerika.

## Kenmerken
Monniksparkieten hebben een opvallende groene kop, een olijfgroene buik en een lange, groene staart. Hun voorhoofd, teugel, wangen, kin, keel en de bovenborst zijn lichtgrijs. Het verenkleed bij beide geslachten is gelijk. Ze hebben een kromme papegaaiensnavel, die lichtbeige-roze is. Het verschil tussen mannetjes en poppen is nauwelijks te zien. Men gaat ervan uit dat poppen iets groter gebouwd zijn dan de mannen. De lichaamslengte bedraagt 29 cm en het gewicht 125 gram.

## Leefwijze
In het wild bestaat het menu voornamelijk uit bloemknoppen, jong blad, boombast, bessen en verse zaden. In de broedtijd worden ook rupsen en kleine insecten gegeten.

## Voortplanting
Per keer legt het vrouwtje vijf tot twaalf eieren. Deze worden in ongeveer 24 dagen uitgebroed. Zowel het mannetje als het vrouwtje helpen mee met het uitbroeden van de eieren en met het opvoeden van de jongen.

## Nesten
Deze kolonievogels nestelen in vrij grote groepen. Ze bouwen zeer grote vrijstaande nesten, die een diameter hebben van wel een meter. De binnenzijde van de nesten zijn bedekt met zachte grasstengels, het overige bouwwerk wordt gemaakt van takken. In een boom bevinden zich vaak meerdere nesten en elk nest wordt vaak door meerdere paartjes bewoond. Elk paartje heeft in zo'n nest zijn eigen kraamkamer. Ook buiten de broedtijd worden de nesten door de vogels bewoond.

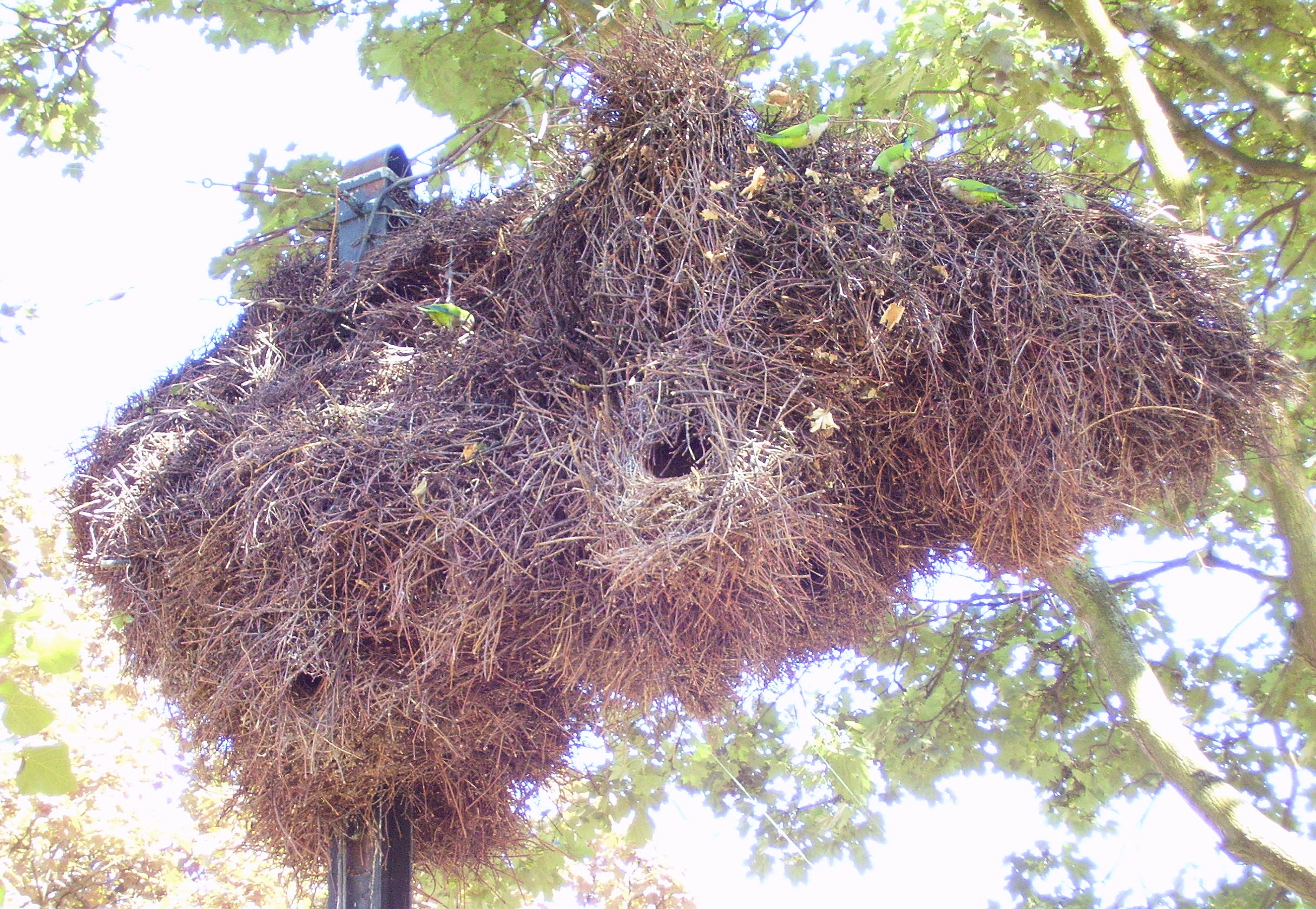
Nest van monniksparkieten in Brussel

De monniksparkiet bouwt zijn nest in vogelkolonies met vele parkieten. Het is voorgekomen dat een dergelijke "parkietenflat" het formaat had van een kleine auto. Dit gedrag is vrij ongewoon voor een papegaai en is waarschijnlijk geëvolueerd doordat op de pampa's weinig bomen groeien en de aanwezige nestruimte efficiënt moest worden gebruikt.

## Verspreiding en leefgebied
De 'gewone' monniksparkiet komt voor in Zuidoost-Brazilië, Uruguay en Noordoost-Argentinië. De Boliviaanse monniksparkiet heeft zijn verspreidingsgebied in Centraal-Bolivia. De Paraguayaanse monniksparkiet is te vinden in Paraguay en de mendozamonniksparkiet heeft zijn verspreidingsgebied in West-Argentinië.
Buiten de broedtijd komen ze voor in grote zwermen van wel 50 tot 200 exemplaren. Ze zijn vooral te vinden in landbouwgebieden en aangrenzende bossen. Bij hun zoektochten naar voedsel kunnen ze hier grote schade aanrichten aan gewassen, zoals graan en maïs. Inmiddels komen de papegaaien ook voor in stedelijke gebieden waar ze voor veel geluidsoverlast kunnen zorgen.

## Ondersoorten
Van het geslacht Myiopsitta monachus, zoals de wetenschappelijke naam van de muis- of monniksparkiet luidt, worden drie ondersoorten onderscheiden, te weten:
- M. m. cotorra (Paraguayaanse monniksparkiet): zuidelijk Bolivia, zuidelijk Brazilië, Paraguay en noordwestelijk Argentinië.
- M. m. monachus (monniksparkiet): zuidoostelijk Brazilië, Uruguay en noordoostelijk Argentinië.
- M. m. calita (mendozamonniksparkiet): westelijk Argentinië.

De ondersoort M. m. luchsi uit Midden-Bolivia heeft volgens BirdLife International en de IOC World Bird List de status van aparte soort, de klifparkiet.

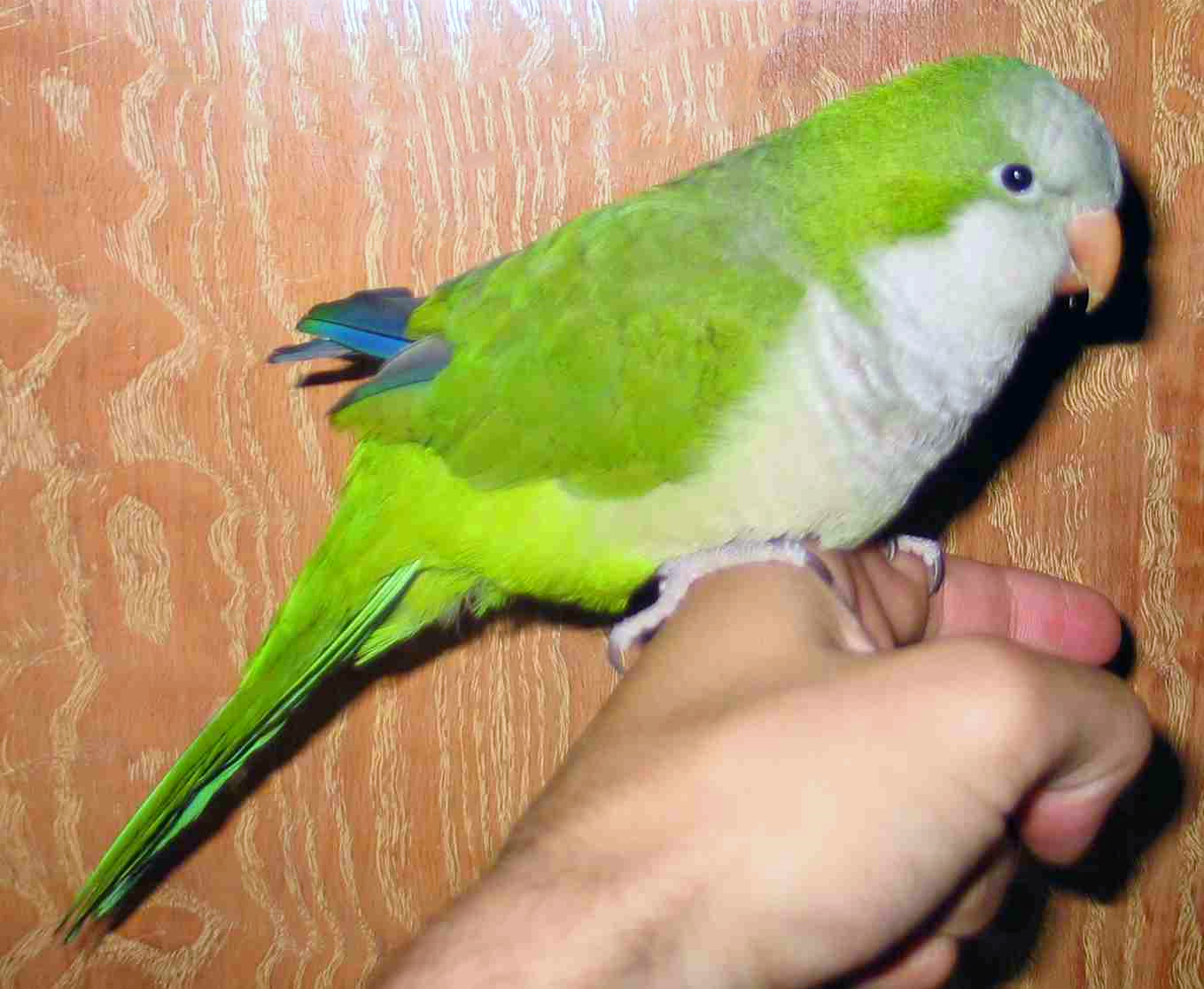
Monniksparkiet
(Myiopsitta monachus)

## Monniksparkieten in Nederland
In het Mheenpark in Apeldoorn bevindt zich sinds ca. 2010 een door de mens getolereerde zelfstandige kolonie. Ouwehands Dierenpark in Rhenen had een groot aantal vrijvliegende monniksparkieten. In 2003 werd een grote groep van deze vogels aangetroffen in het naburige Wageningen. Na opmerkingen over faunavervalsing heeft het dierenpark de kolonie laten wegvangen.